# Differentiabel
Ordet differentiabel har mange betydninger. Herunder:

## Infinitesimalregning
Inden for infinitesimalregningen siges en funktion {\displaystyle f} at være differentiabel i punktet {\displaystyle x_{0}}, hvis differenskvotienten har en endelig grænseværdi for {\displaystyle \Delta x\to 0}. Altså skal nedenstående give en bestemt værdi:
{\displaystyle {\underset {\Delta x\to 0}{\mathop {\lim } }}\,{\frac {f(x_{0}+\Delta x)-f(x_{0})}{\Delta x}}}
Hvis grænseværdien eksisterer, kaldes den differentialkvotienten af {\displaystyle f} og betegnes således:
{\displaystyle f'(x_{0})={\underset {\Delta x\to 0}{\mathop {\lim } }}\,{\frac {f(x_{0}+\Delta x)-f(x_{0})}{\Delta x}}}
| Matematik | Spire Denne artikel om matematik er en spire som bør udbygges. Du er velkommen til at hjælpe Wikipedia ved at udvide den. |